# 基馬拉斯

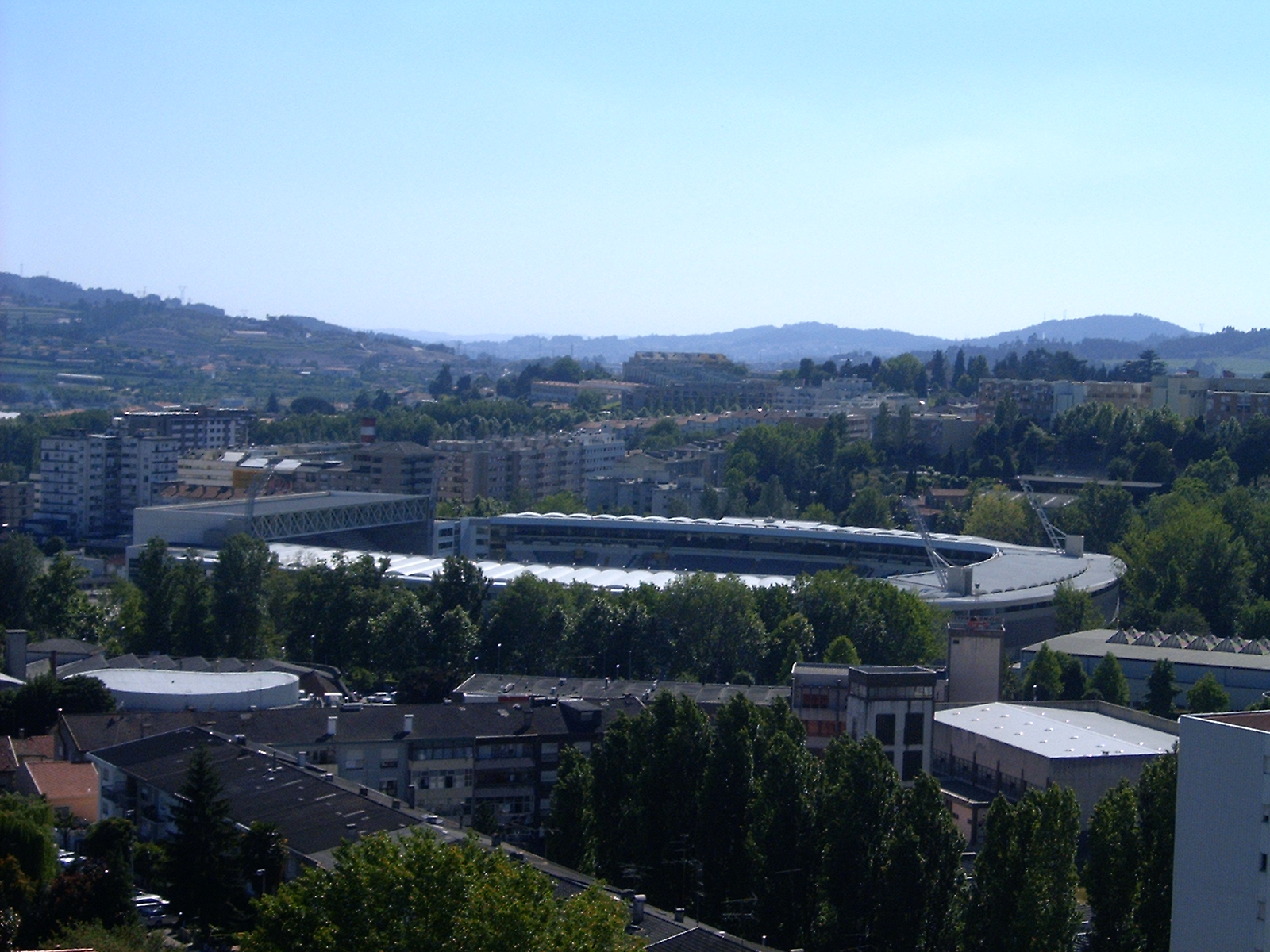
基馬拉斯

基馬拉斯（葡萄牙語發音：[ɡimɐˈɾɐ̃jʃ] ⓘ），为葡萄牙北部布拉加区的一个城市，属基馬拉斯自治市。总人口52,181 (2001)。基馬拉斯是一座历史名城，有“葡萄牙的摇篮”之称。
2006年，联合国教科文组织将基馬拉斯古城列为世界文化遗产。2009年5月，欧盟文化部长理事会将基馬拉斯选为2012年欧洲文化之都。

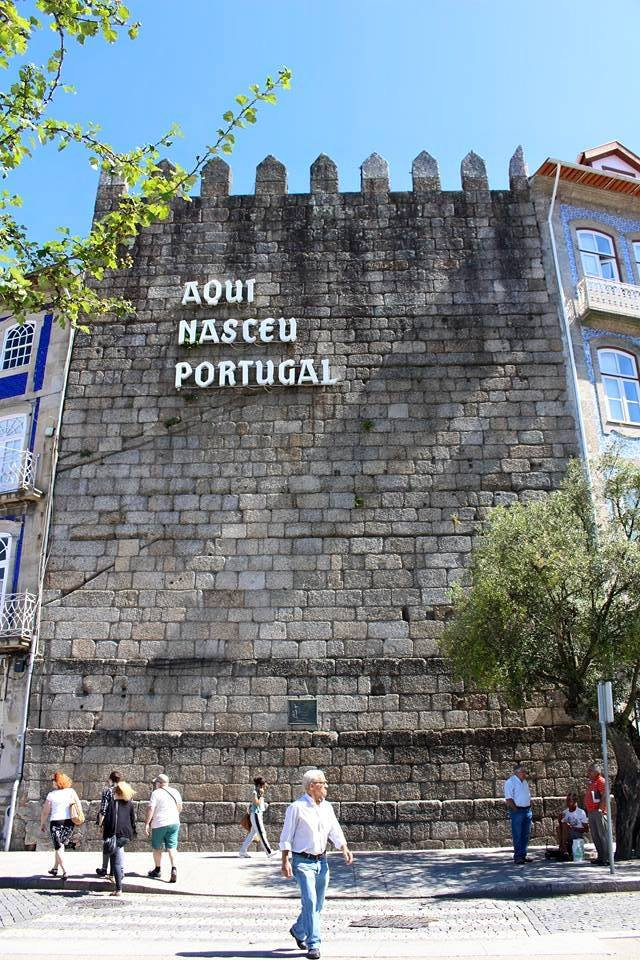
位於基馬拉斯的一道城牆，上方寫有葡萄牙文「葡萄牙在這裡誕生」

## 教育
米尼奥大学在该市有一个校区。

## 著名人物
- 阿方索一世，葡萄牙国王

## 友好城市
| - 法國 布里夫拉盖亚尔德 - 乌拉圭 科洛尼亚-德尔萨克拉门托 - 法國 贡比涅 - 法國 第戎 - 西班牙 伊瓜拉达 - 北馬其頓 卡瓦達爾奇 - 德国 凱撒斯勞滕 - 巴西 隆德里納 - 聖多美和普林西比 梅索西縣 | - 法國 蒙呂松 - 葡萄牙 拉古什 - 葡萄牙 里斯本 - 保加利亚 普列文 - 西班牙 塔科龍特 - 法國 图尔宽 - 聖地亞哥大里貝拉縣 - 巴西 里約熱內盧 - 瓦拉日丁 |

基馬拉斯 - Guimarães
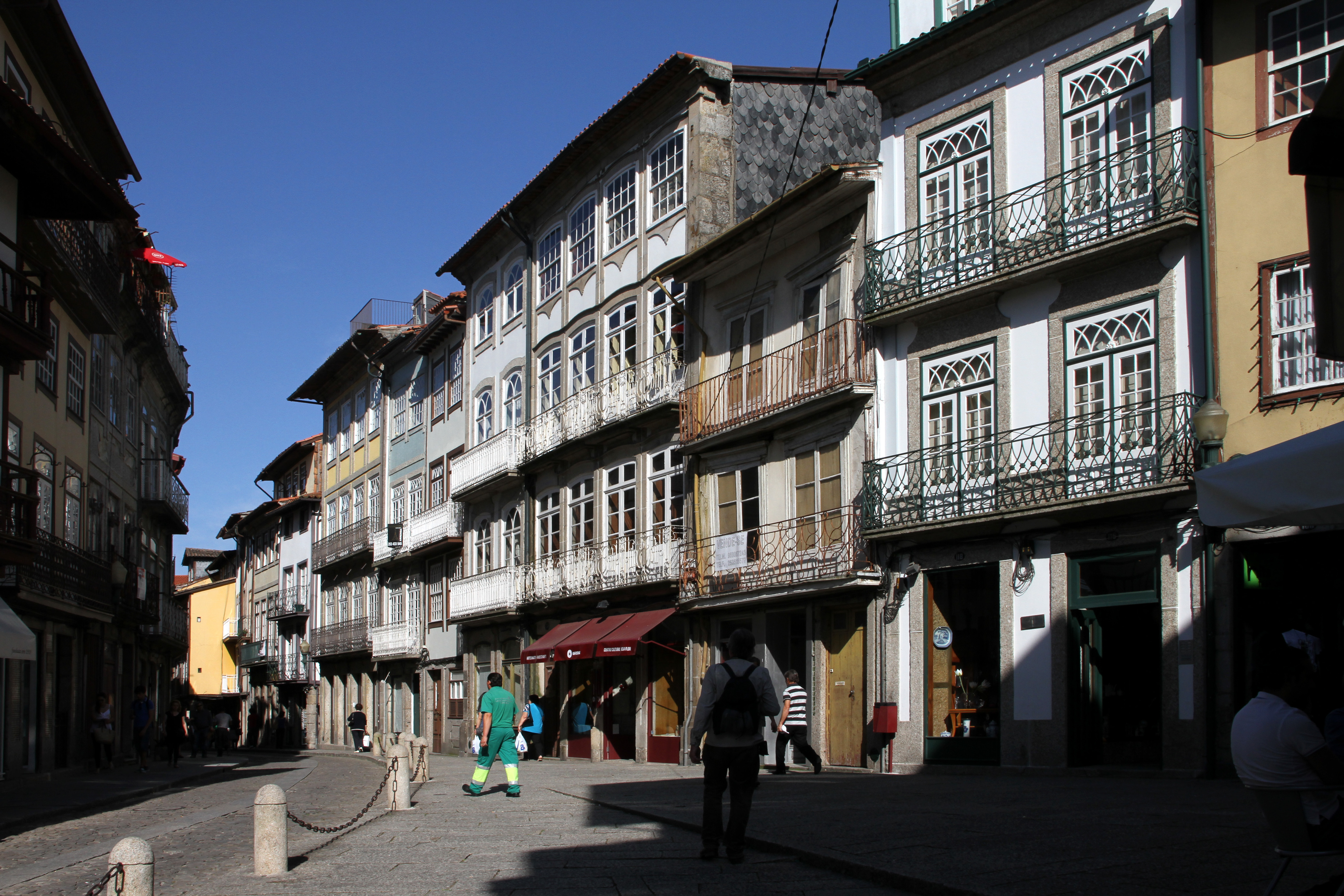
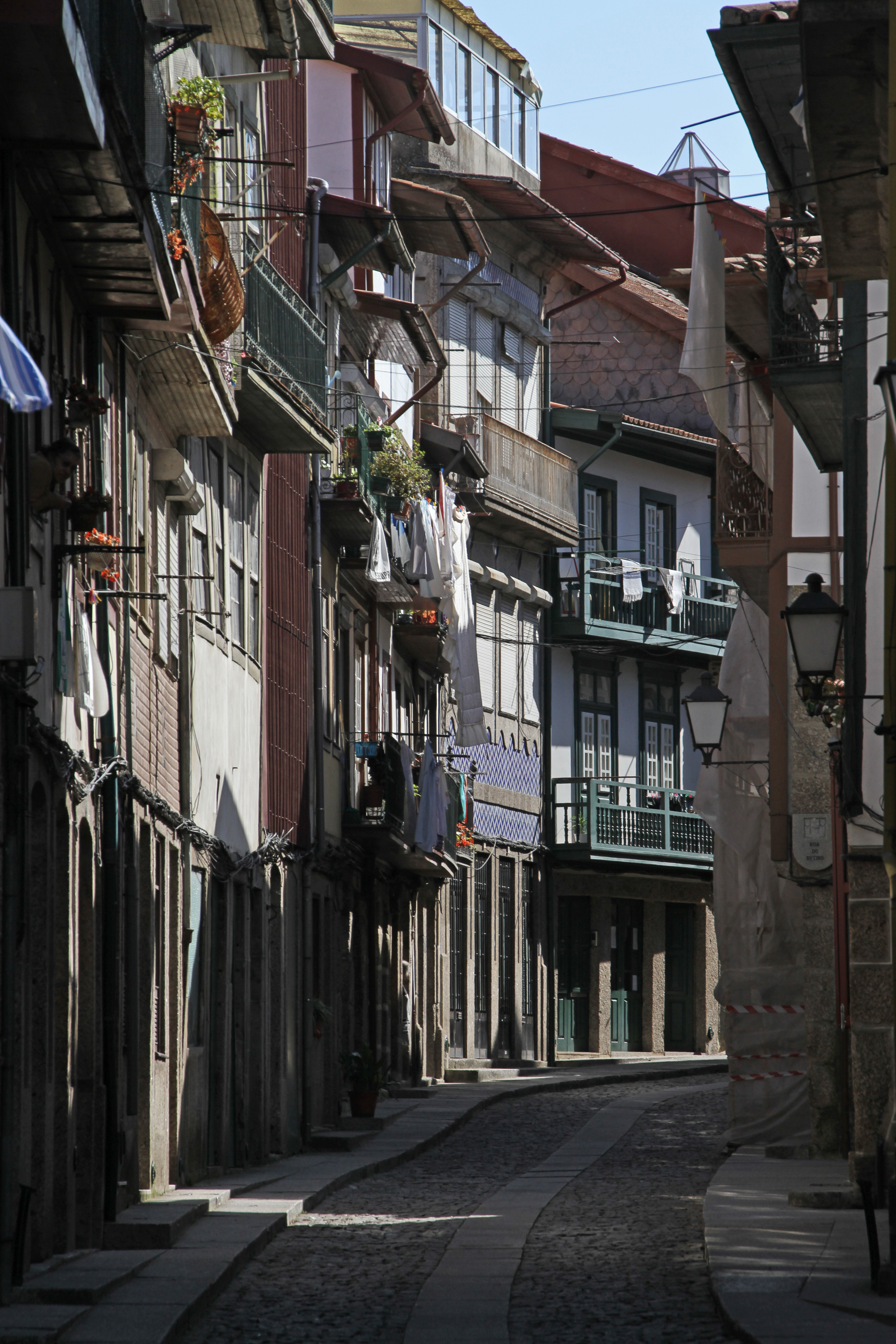
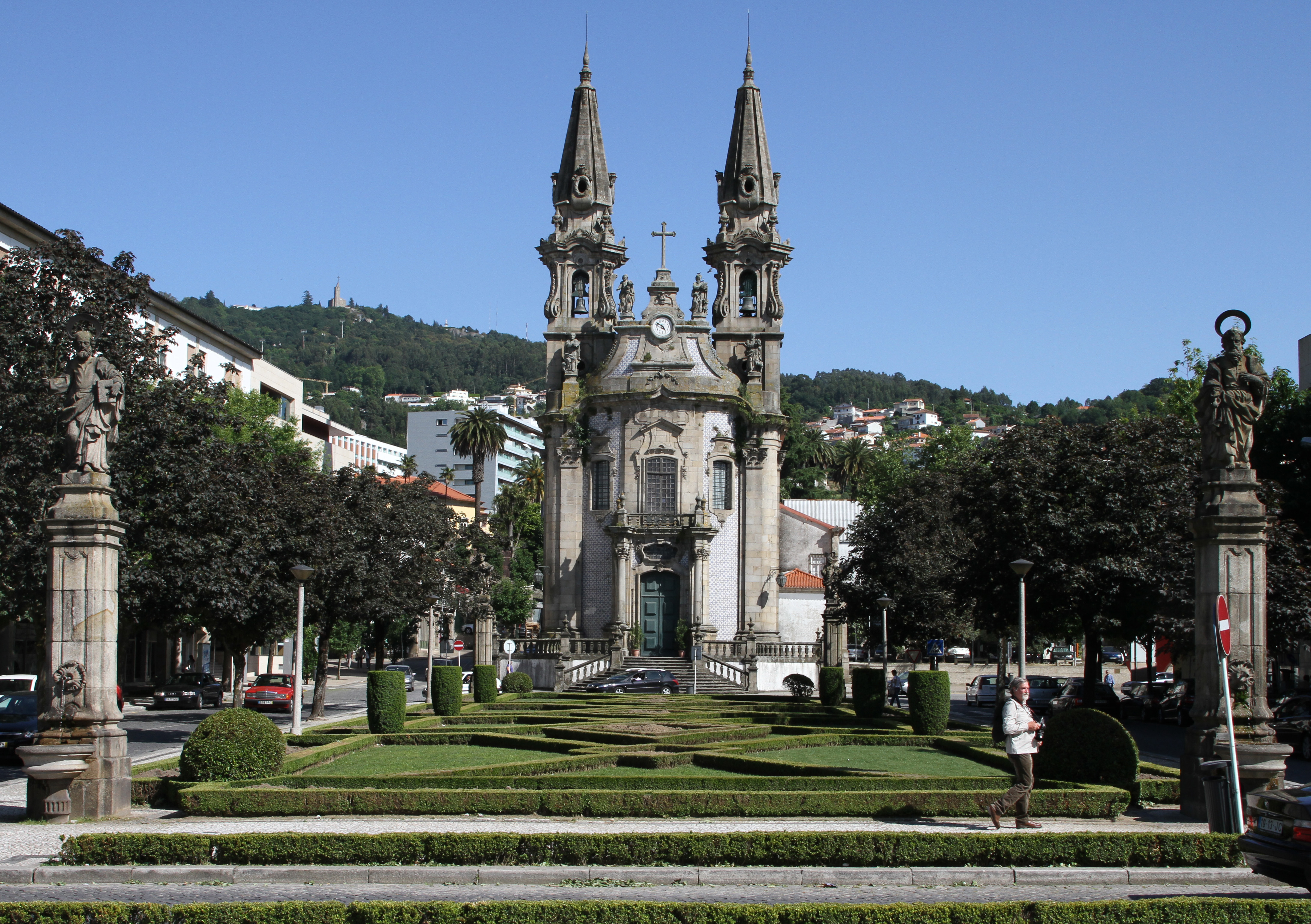
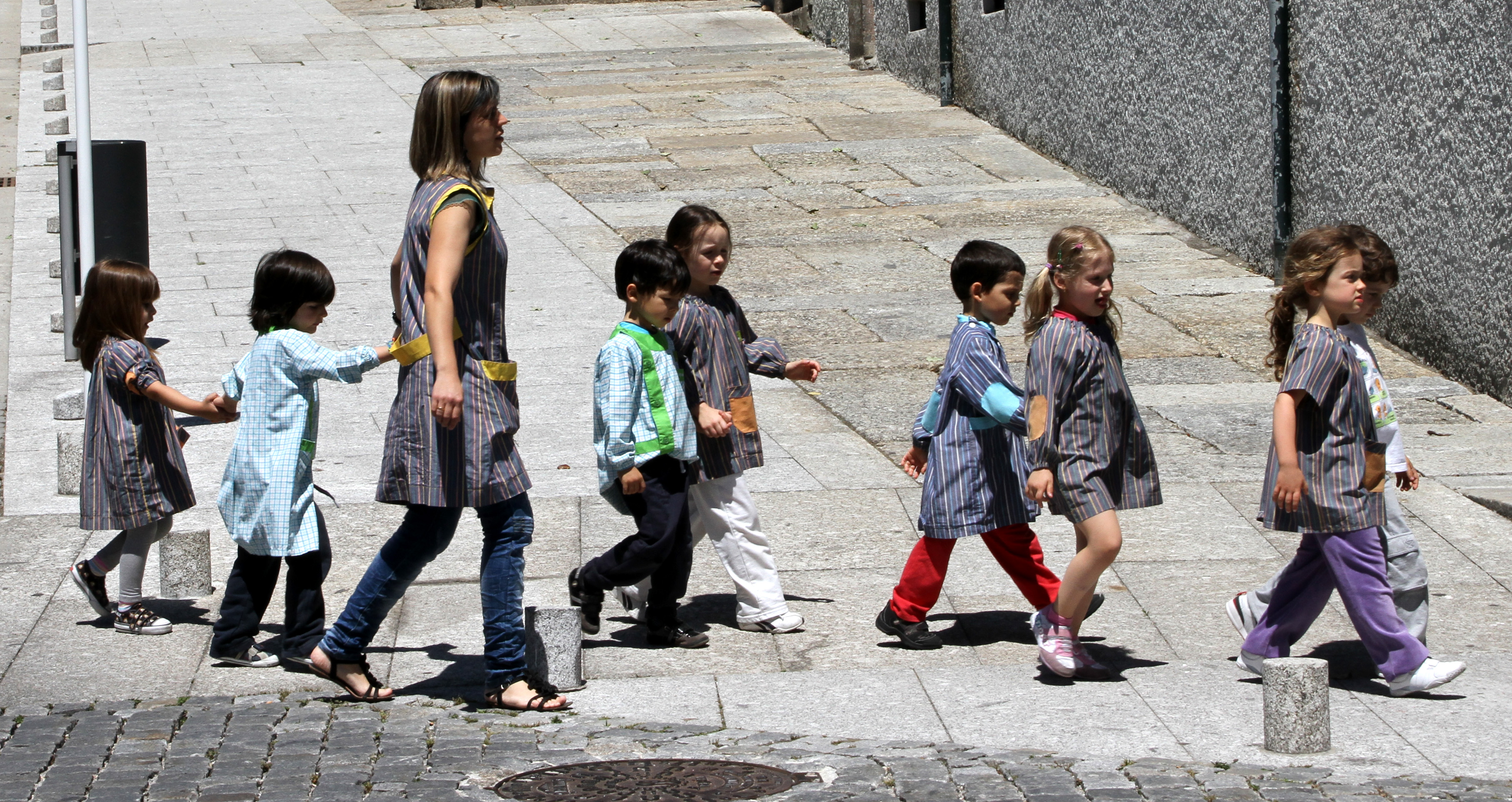
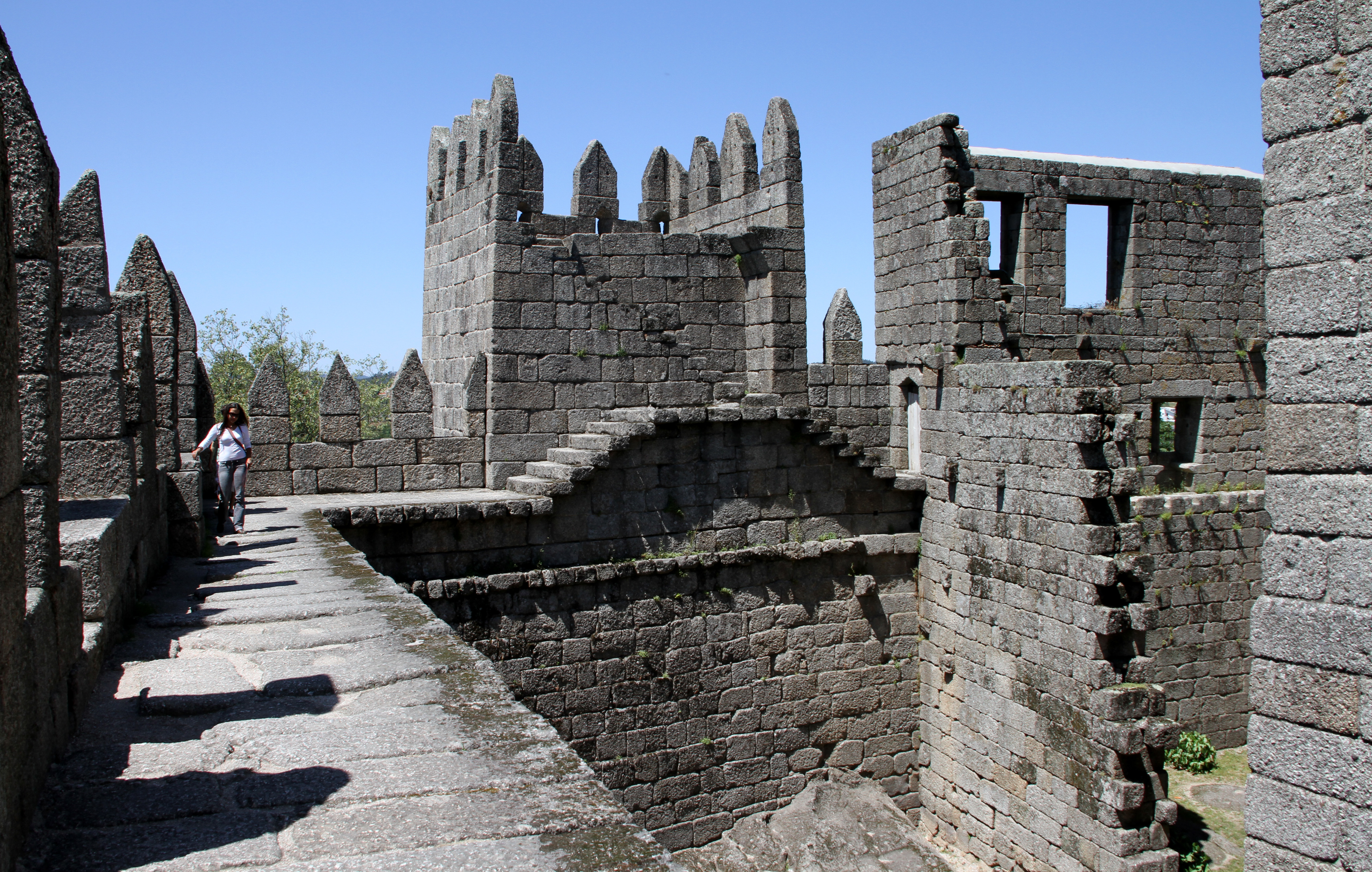
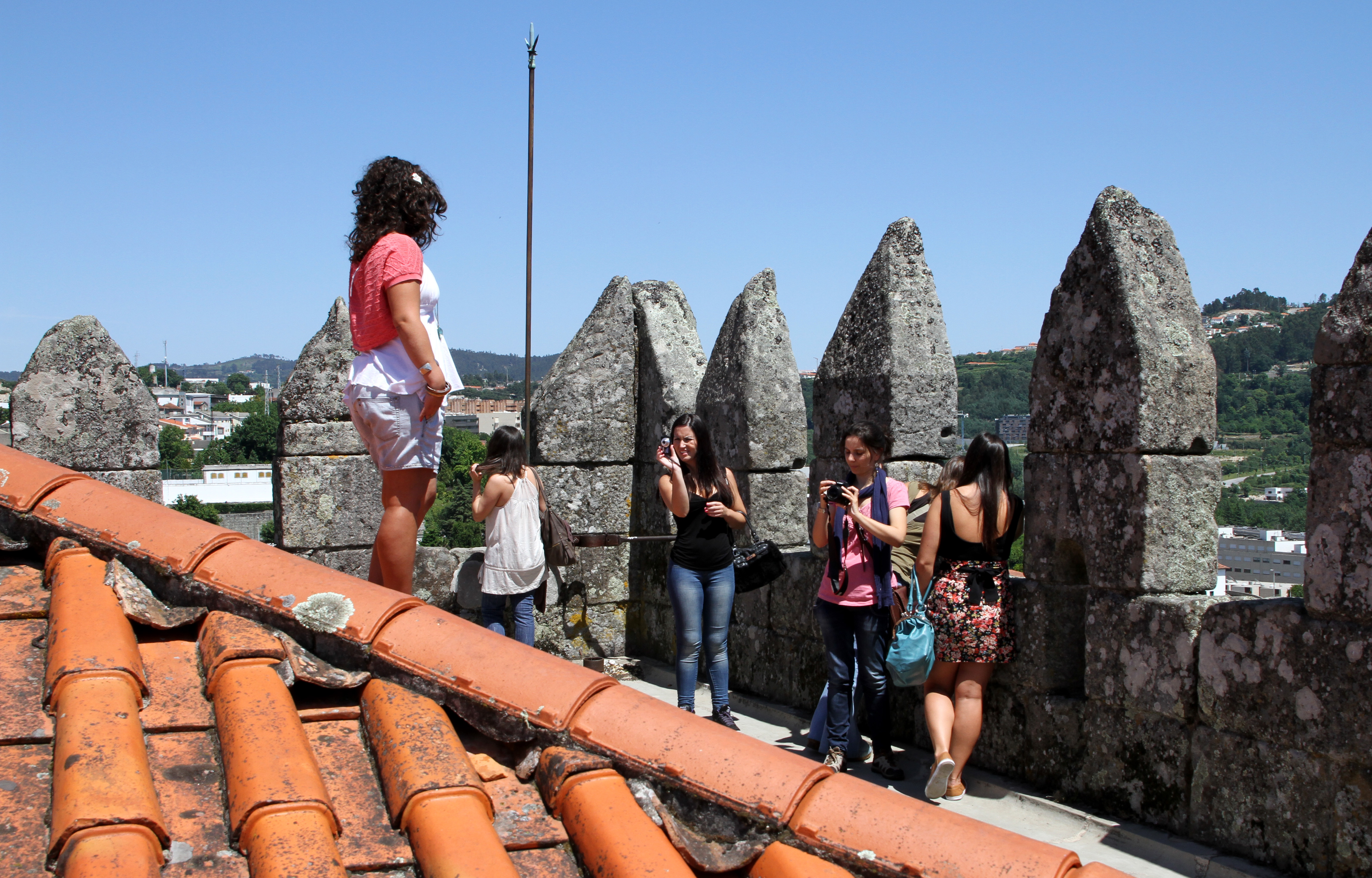
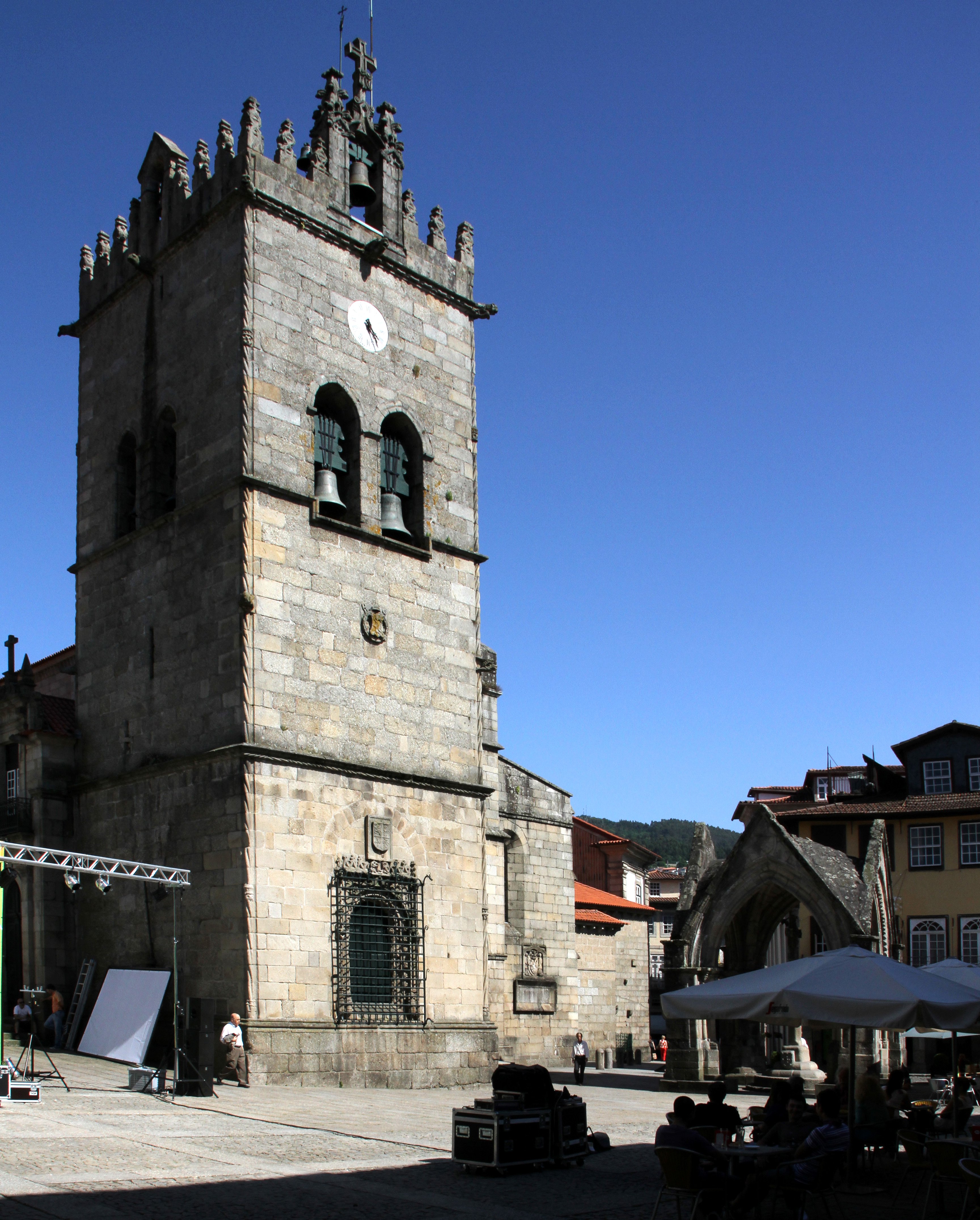
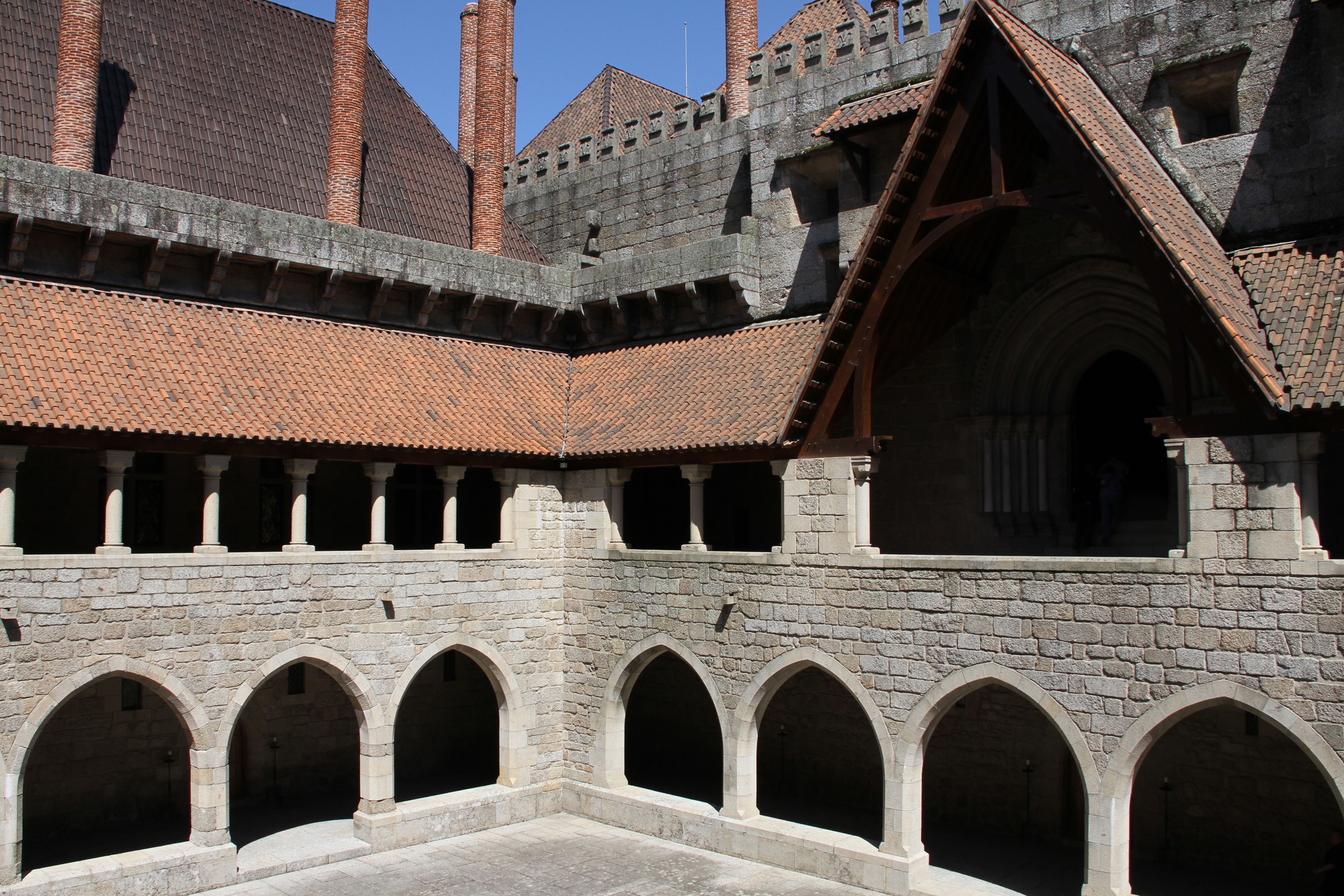